# Гомес, Луис Диего
Луи́с Дие́го Го́мес (исп. Luis Diego Gómez; 1944—2009) — коста-риканский ботаник, птеридолог и миколог, «отец современной коста-риканской ботаники».

## Биография
Луис Диего Гомес родился 18 июля 1944 года в городе Сан-Хосе в Коста-Рике. Учился в Национальной музыкальной консерватории, затем поступил в Университет Лойолы в Испании.
В 1963 году получил степень магистра, ещё через три года — степень доктора. Затем Луис стал учиться зоологии, ботанике и общей биологии в Университете Коста-Рики.
С 1970 по 1985 он был директором Национального музея Коста-Рики, также он был сооснователем коста-риканской Академии наук и Национального института биологического разнообразия. Кроме того, Гомес основал ботанических журнал Национального музея Brenesia. 13 ноября 2009 года, в возрасте 65 лет, Луис Диего скончался от осложнений, вызванных лейкемией.
Гомес написал около ста журнальных статей и несколько книг. Он был специалистом по папоротниковидным растениям и базидиомицетовым грибам.

## Некоторые научные работы
- Singer, R.; García, J.; Gómez, L.D. (1990). The Boletineae of Mexico and Central America I & II. Beihefte zur Nova Hedwigia 98: 70 pp., 2 plates.
- Singer, R.; García, J.; Gómez, L.D. (1991). The Boletineae of Mexico and Central America III. Beihefte zur Nova Hedwigia 102: 99 pp., 24 plates.
- Singer, R.; García, J.; Gómez, L.D. (1992). The Boletineae of Mexico and Central America IV. Beihefte zur Nova Hedwigia 105: 62 pp.

## Некоторые виды, названные в честь Л. Д. Гомеса
- Aderkomyces gomezii Lücking, 2008
- Crossopetalum gomezii Lundell, 1985
- Eugenia gomezii Barrie, 2005
- Exobasidium gomezii Chlebicki & Chlebická, 2007
- Graphis gomezii Lücking, Will-Wolf & Umaña, 2008
- Hebeloma gomezii Singer, 1983
- Hydropus gomezii Singer, 1982
- Laccaria gomezii Singer & G.M.Muell., 1988
- Lepiota gomezii Singer, 1989
- Marasmius gomezii Singer, 1989
- Mycena gomezii Singer, 1989
- Palicourea gomezii C.M.Taylor, 1990
- Polybotrya gomezii R.C.Moran, 1987
- Russula gomezii Singer, 1989